# Evropska Rusija
Evropska Rusija (rusko Европейская Россия, rusko европейская часть России) je zahodni in najbolj poseljen del Rusije, ki se geografsko nahaja na evropski podcelini, v nasprotju z njenim redko poseljenim in zelo velikim vzhodnim azijskim delom, ki zajema celotno severno regijo celine. Ločitev med obema celinama izhaja iz gorovja Ural. Evropska Rusija pokriva pomemben del Vzhodne Evrope, ki obsega približno 40 % celotne evropske kopenske površine z več kot 15 % njenega celotnega prebivalstva, zaradi česar je Rusija v Evropi vodilna tako po geografski kot po demografiji.

## Površina in demografija
Evropska Rusija predstavlja približno 75 % celotnega prebivalstva Rusije. Pokriva več kot 3.995.200 km2 s skoraj 110 milijoni prebivalcev, zaradi česar je Rusija največja in najbolj naseljena država v Evropi. Evropska Rusija je najgostejša ruska regija po gostoti prebivalstva z 27,5 ljudmi na km2.
Vsa tri zvezna mesta Rusije ležijo v evropski Rusiji. Ta so Moskva, glavno in največje mesto države, ki je najbolj naseljeno mesto v Evropi; Sankt Peterburg, kulturna prestolnica in drugo najbolj naseljeno mesto v državi; in Sevastopol na Krimu, ki je mednarodno priznan kot del Ukrajine.

## Zgodovina
Zgodovinsko prebivalstvo evropske Rusije so sestavljali slovanski, finski, germanski, turki, severnokavkaški, baltski, hazarski in nordijski narodi.
Nekatere teorije pravijo, da je del zgodnjih vzhodnih Slovanov v današnjo zahodno Rusijo (tudi v Ukrajino in Belorusijo) prispel nekje sredi prvega tisočletja našega štetja. Vzhodnoslovansko pleme Vjatiči je bilo doma v deželi okoli reke Oke. Na tem območju so bila prisotna tudi ugrofinska, baltska in turška plemena (čeprav so velik del turškega in ugrofinskega ljudstva absorbirali Slovani, so danes v evropski Rusiji velike manjšine). Zahodno regijo Srednje Rusije je naseljevalo vzhodnoslovansko pleme Severjanov.
Ena prvih ruskih regij po sofijski prvi kroniki je bil Veliki Novgorod leta 859. V poznem 8. in sredini 9. stoletja našega štetja je nastal Ruski kaganat v sodobni zahodni Rusiji. Regija je bila kraj delovanja Varjagov, vzhodnih skandinavskih pustolovcev, trgovcev in piratov. Od poznega 9. do sredine 13. stoletja je bil velik del današnje evropske Rusije del Kijevske Rusije. Deželi Ruskega kaganata in Kijevske Rusije sta bili pomembna ekonomska trga in sta se povezovali s Skandinavijo, Bizantinskim cesarstvom, Rusi in Volško Bolgarijo, Hazarijo in Perzijo. Po starih skandinavskih virih so bili med 12 največjimi mesti Kijevske Rusije Novgorod, Kijev, Polotsk, Smolensk, Murom in Rostov.
S trgovinskimi in kulturnimi stiki z Bizantinskim cesarstvom je slovanska kultura Rusov postopoma prevzela vzhodno pravoslavno vero. Številni viri pravijo, da je Mongolsko cesarstvo uničilo Rjazan, Kolomno, Moskvo, Vladimir in Kijev. Po mongolski invaziji je nastala Moskovska velika kneževina, ves ta čas pa so tako zahodna Rusija kot različne ruske regije imele močne kulturne stike z Bizantinskim cesarstvom. Elementi vzhodnoslovanskega poganstva in krščanstva so se prekrivali in občasno v moskovski Rusiji ustvarili celo dvojno vero.

## Uskladitev z upravnimi delitvami
| Ime okrožja | Ime okrožja                    | Območje(km2) | Prebivalstvo (2017) | Gostota prebivalstva | Opombe o celini   |
| ----------- | ------------------------------ | ------------ | ------------------- | -------------------- | ----------------- |
|             | Osrednje zvezno okrožje        | 650.200      | 39.209.582          | 59,658               | Evropa            |
|             | Severnokavkaško zvezno okrožje | 170.400      | 9.775.770           | 56,58                | Evropa            |
|             | Severozahodno zvezno okrožje   | 1.687.000    | 13.899.310          | 8,25                 | Evropa            |
|             | Južno zvezno okrožje           | 447.900      | 16.428.458          | 33,46                | Evropa            |
|             | Zvezno okrožje Volga           | 1.037.000    | 29.636.574          | 28,63                | Pretežno evropska |
|             | Vsota 6 zveznih okrožij        | 3.995.200    | 108.949.694         | 27,22                | Pretežno evropska |
| 1. 2.       |                                |              |                     |                      |                   |